# Блес
Блес (люксемб. Blees) — річка на півночі Великого герцогства Люксембург, ліва притока Зауеру. Бере початок в межах комуни Хозінген. Впадає у річку Зауер в районі села Блесбрук. Довжина річки — 14 км.